# 今井恵子
今井 恵子（いまい けいこ、1952年1月1日 - ）は、日本の歌人。

## 経歴
東京生。1975年、早稲田大学国語国文学専攻科修了。早稲田大学教育学部在学中の1973年「まひる野」に入会、窪田章一郎、武川忠一の指導を受ける。1977年、角川短歌賞次席（筆名・木村恵子）。1982年｢音」創刊に参加（2002年退会）。2003年に高橋みずほ・吉野裕之と短歌ユニット［BLEND］を結成し冊子［BLEND］を刊行（2006年解散）。2006年「まひる野」再入会、2014年より編集委員および選歌委員。この間にフェリス女学院大学非常勤講師（1996～2021年）、日本歌人クラブ中央幹事（2017～2022年）などのほか、早稲田大学非常勤講師、短歌教室の講師などを務める。現代歌人協会、日本歌人クラブ、日本文藝家協会、埼玉県歌人会、埼玉文芸家集団、現代女性文化研究所などの会員。2022年より出身校である成蹊中学校・高等学校の同窓生と同人誌「天霧」に参加。
作風は、初期のころから言葉への関心がたかく、知的で自己のありようをみつめながら歌を生み出している。生きるとはどういうことか誠実な問いかけが感じられる歌が多い。また「人生派」であり、人事に関心が向いているなどと評されている。近年は、「自然」への関心がたかい。

## 著作

### 歌集
- 第一歌集『分散和音』（不識書院、1984／現代短歌社　第一歌集文庫、2016）
- 第二歌集『ヘルガの裸身』（花神社、1992）
- 第三歌集『白昼』（砂子屋書房、2001）
- 第四歌集『渇水期』（砂子屋書房、2005）
- 自撰歌集『今井恵子歌集』（砂子屋書房　現代短歌文庫、2008）
- 第五歌集『やわらかに曇る冬の日』（北冬舎、2011）
- 第六歌集『運ぶ眼、運ばれる眼』（現代短歌社、2022）第9回佐藤佐太郎短歌賞受賞

### 評論・エッセイなど
- 歌書『富小路禎子の歌』（雁書館、2002）
- 編書『樋口一葉和歌集』（ちくま文庫、2005）
- 「短歌における日本語としての「われ」の問題」（「日本現代詩歌研究」第8号、日本現代詩歌文学館、2008年3月）
- 「求められる現代の言葉」（「短歌研究」2008年10月）第26回現代短歌評論賞受賞
- 共著『日本のうた――時代と共に』（翰林書房、2011）
- 共著『埼玉文芸風土記』（さきたま出版会、2011）
- 共著『知の海へ　埼玉の文芸138』（さきたま出版会、2013）
- 共著『彩』（埼玉文芸家集団、2017）
- 「短歌渉猟――和文脈を追いかけて」（「短歌研究」2017年1月〜2019年6月、連載）
- 『ふくらむ言葉――現代短歌の鑑賞　155首』（砂子屋書房、2022）
- 『短歌渉猟――和文脈を追いかけて』（解説 池上嘉彦、短歌研究社、2024）